# Балша Брковић
Балша Брковић (Титоград, 25. април 1966) црногорски је писац, књижевни и позоришни критичар.

## Биографија
Завршио је Филолошки факултет у Београду, Група за општу књижевност и теорију књижевности.  Син је Јеврема Брковића.
Прву збирку поезије, Коњи једу брескве, објавио је у Београду 1985. године. Почетком деведесетих година је, слиједећи оца, припадао је групи црногорских интелектуалаца који су се успротивили рату и политици црногорских власти.
Био је уредник за културу Либерала, званичног гласила Либералног савеза Црне Горе, а уредник је и колумниста дневника Вијести, од његовог оснивања, 1997. године.
Добио је државну награду Мирослављево јеванђеље за роман Приватна галерија, 2003. године. Члан је Црногорског ПЕН центра и Црногорског друштва независних књижевника.

## Дјела
Поезија
- Коњи једу брескве, Београд 1985.
- Филип боје сребра, Подгорица 1991.
- Рт Свете Марије, Загреб 1993.
- Contrapposto, Цетиње 1998.
- Двојење, Подгорица 2001.
- Црно игралиште, Подгорица 2017.

Романи
- Приватна галерија, Загреб 2002.
- Параноја у Подгорици, Подгорица 2010.
- Плажа Имелде Маркос, Подгорица 2013.[3]
- Бандини бар, Подгорица 2018.

Књига приповиједака
- Берлински круг, Београд 2008.